# Szczepanki (powiat sierpecki)
Szczepanki – wieś w Polsce położona w województwie mazowieckim, w powiecie sierpeckim, w gminie Sierpc. Ma status sołectwa.
| SIMC    | Nazwa | Rodzaj    |
| ------- | ----- | --------- |
| 1056400 | Góry  | część wsi |

W latach 1975–1998 miejscowość należała administracyjnie do województwa płockiego.